# Cyathea rebeccae
Cyathea rebeccae är en ormbunkeart som först beskrevs av F. v. M., och fick sitt nu gällande namn av Karel Domin. Cyathea rebeccae ingår i släktet Cyathea och familjen Cyatheaceae. Inga underarter finns listade.

## Bildgalleri

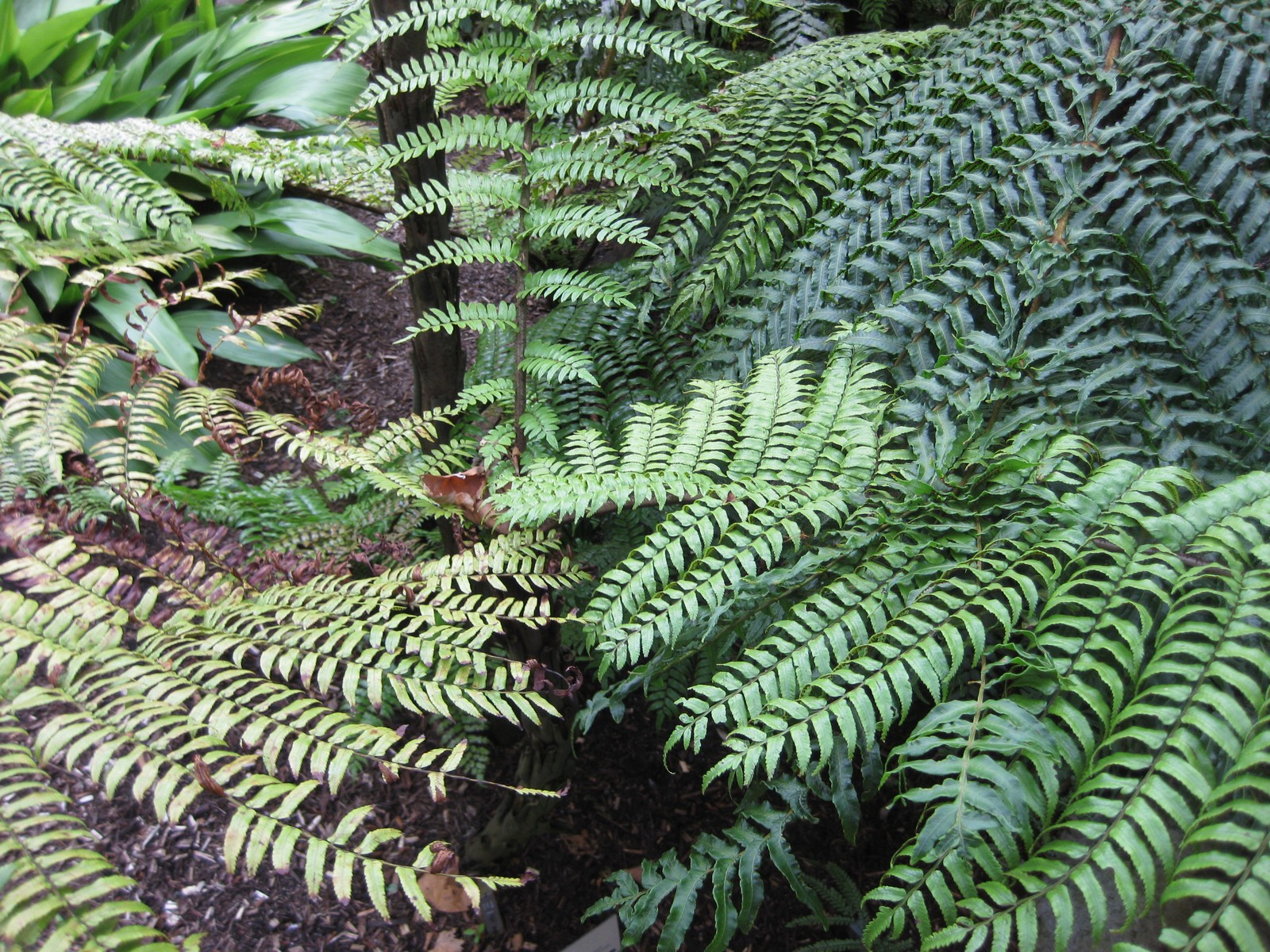
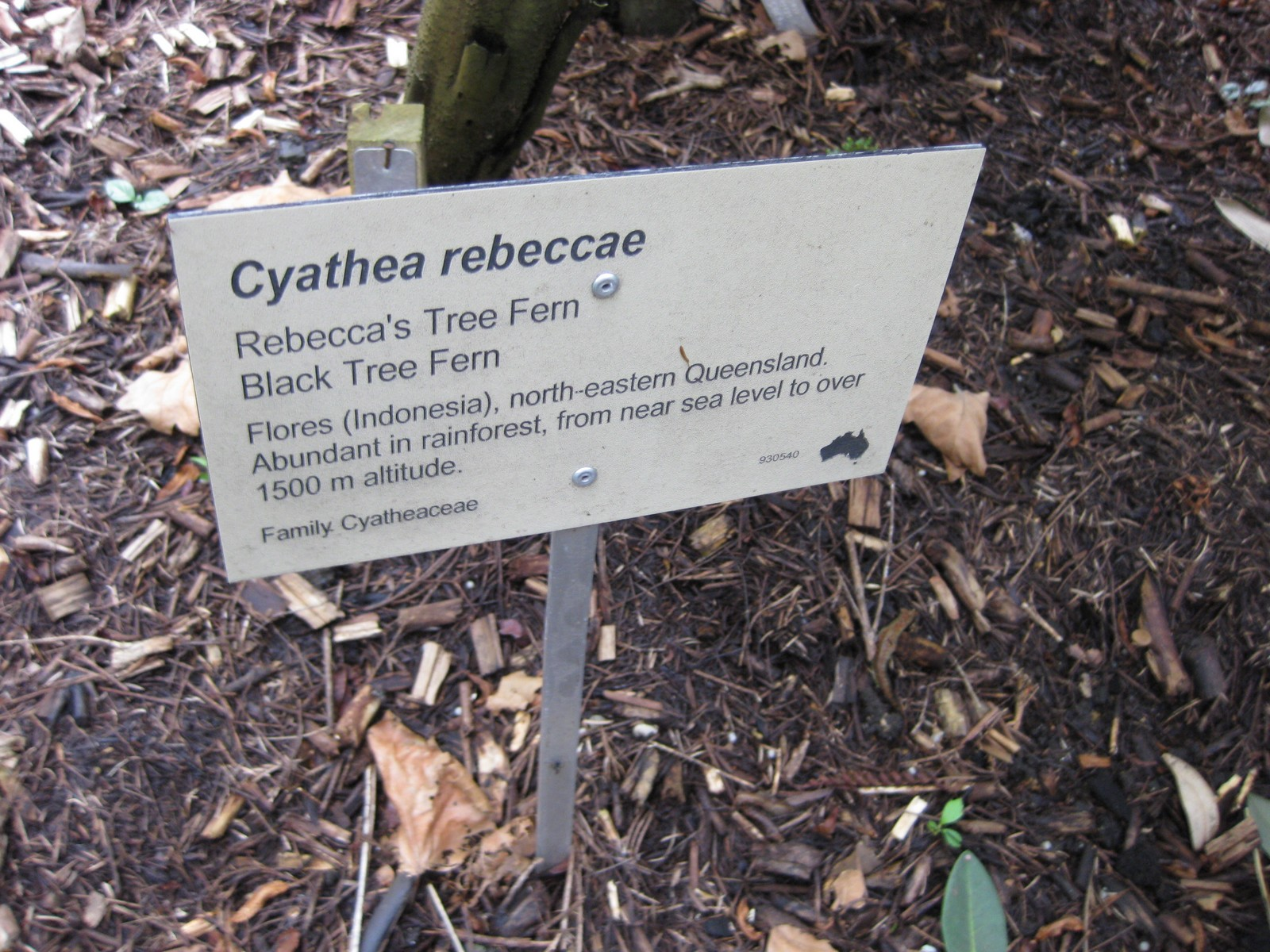
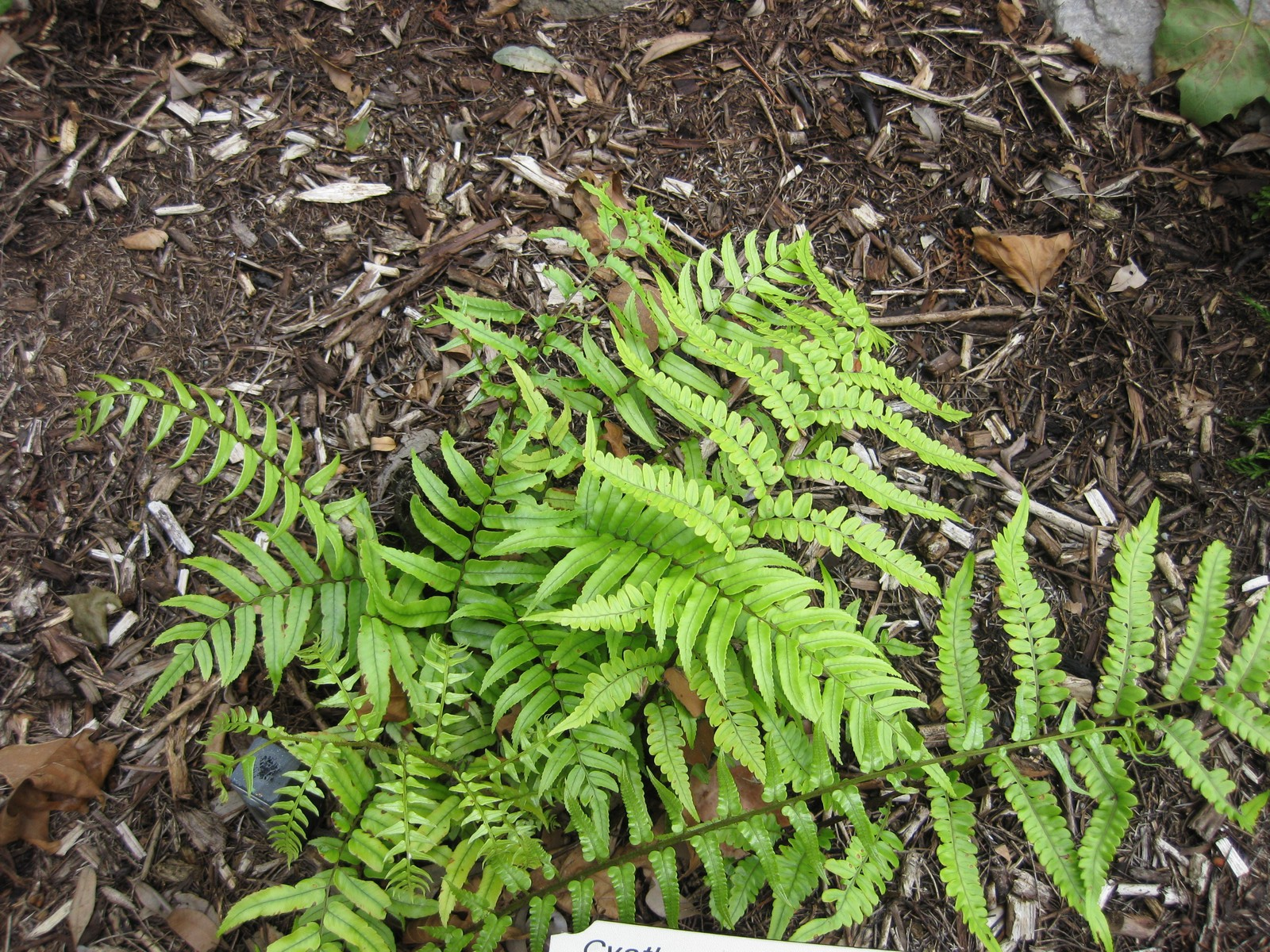
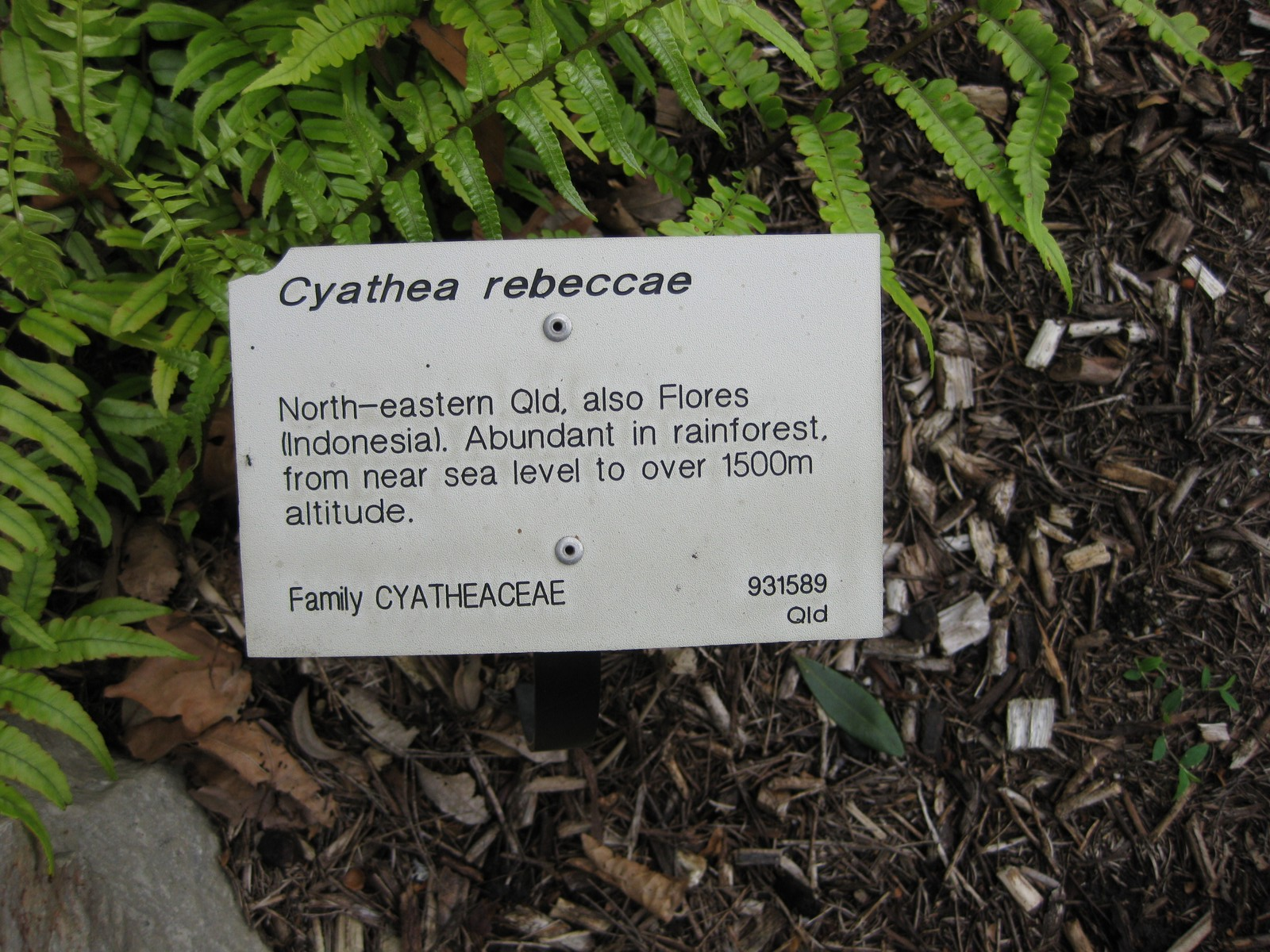
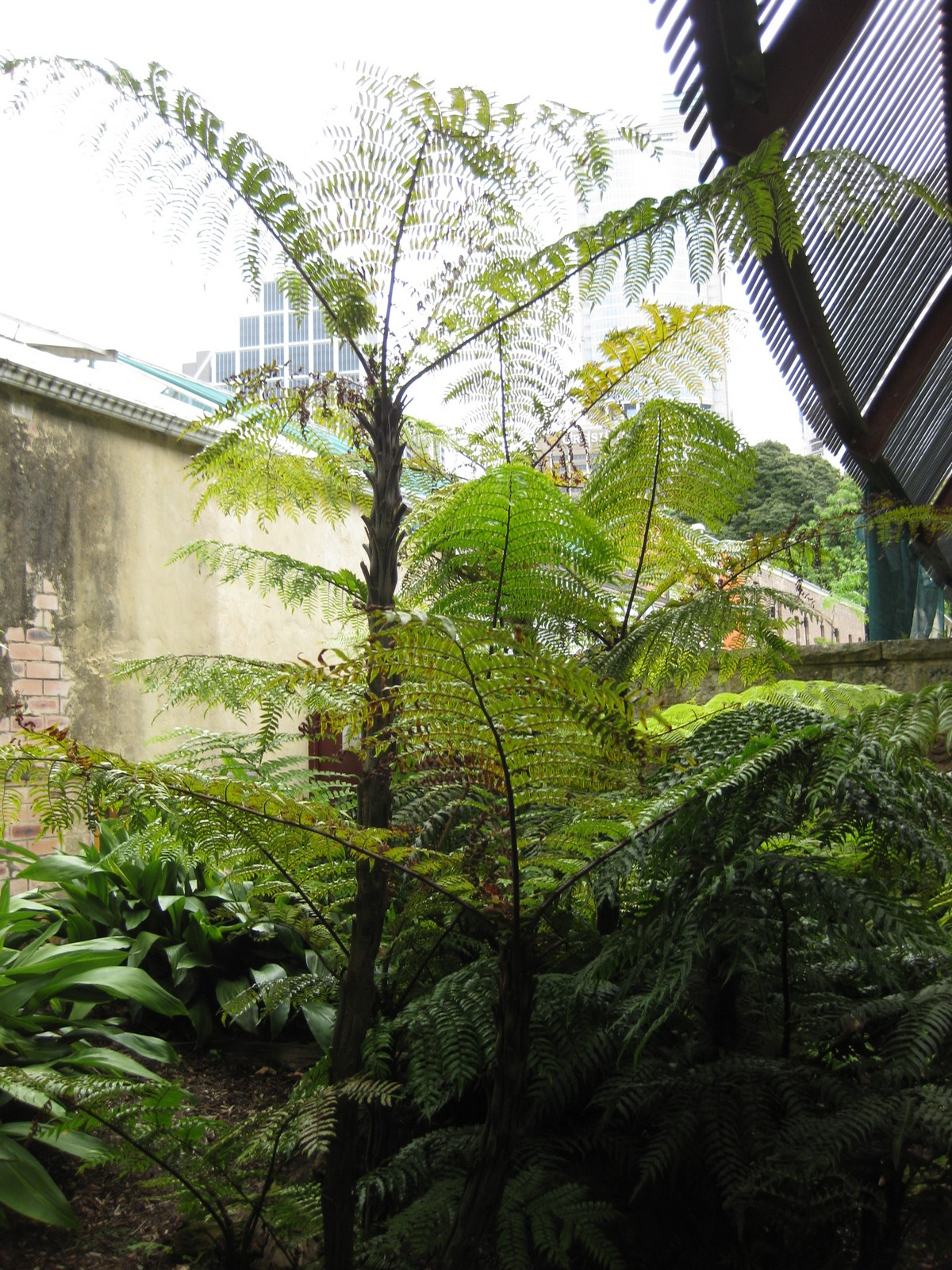